# Пиеро Пичони
Пиеро Пичони (на италиански: Piero Piccioni) е италиански композитор известен със своята филмова музика. Той е написал музиката към повече от 300 композиции за филми, телевизия, радио, балет и други. 

## Биография
Пиеро Пичони е роден в Торино на 6 декември 1921 г. в Торино. Майка Каролина Маренго и от Атилио Пичони (водещ християндемократ). Пиеро Пичони слуша джаза още от дете и свири на пиано, без да има диплома от консерваторията. Брат му Леоне Пикиони по-късно става мениджър в телевизия RAI.
Самоук, на тринайсетгодишна възраст, когато баща му го завежде във Флоренция (в EIAR), за да слуша оркестри, той вече пише песни. Сред малкото американски албуми, които са публикувани в Италия през 1930-те години е бил дълбоко впечатлен от музиката на Дюк Елингтън, особено тази от 1933 и 1934 г.
Радио дебютът му се състоя през 1938 г. с голямата му група „013“, но те успяват да се върнат в ефира едва след освобождението на Италия през 1944 година. Работата на Пичони е повлияна значително от класическите композитори и американското кино. Любими му били Франк Капра, Алфред Хичкок, Били Уайлдър, Джон Форд и Алекс Норт. Пичони започва да пише свои песни и скоро някои от неговите произведения са публикувани.
Пичони навлиза в света на киното през 1950-те години. Тогава той е практикуващ адвокат и защитава собствеността върху филми от италиански дистрибутори като Титанус и Де Лаурентис. Микеланджело Антониони го кани да запише музикален съпровод за документалния филм на Луиджи Полидоро. Първото характерно произведение на Пичони е музиката за филма „Светът ги осъжда“ на Джани Франколини (1952). Оставяйки пътя на адвокат, той започва професионални и приятелски отношения с режисьора Франческо Рози и актьора Алберто Сорди.
Много режисьори се стремят да привлекат Пичони за създаването на своите филми: Марио Моничели, Алберто Латуада, Луиджи Коменчини, Лукино Висконти, Антонио Пиетранджели, Бернардо Бертолучи, Роберто Роселини, Виторио Де Сика, Тинто Брас, Дино Ризи, Франческо Рози, Алберто Сорди и други.

## Избрана филмография
| Година | Филм                   | Оригинално заглавие     | Режисьор        |
| ------ | ---------------------- | ----------------------- | --------------- |
| 1959   | Бурна нощ              | La notte brava          | Мауро Болонини  |
| 1962   | Салваторе Джулиано     | Salvatore Giuliano      | Франческо Рози  |
| 1962   | Мафиозо                | Mafioso                 | Алберто Латуада |
| 1963   | Ръце над града         | Le mani sulla città     | Франческо Рози  |
| 1967   | Вещиците               | Le streghe              | екип            |
| 1967   | Имало едно време       | C'era una volta         | Франческо Рози  |
| 1968   | Каприз по италиански   | Capriccio all'italiana  | екип            |
| 1976   | Няколко странни случая | Quelle strane occasioni | екип            |